# Tiszanagyfalu
Tiszanagyfalu là một thị trấn thuộc hạt Szabolcs-Szatmár-Bereg, Hungary. Thị trấn này có diện tích 27,05 km², dân số năm 2010 là 1856 người, mật độ 69 người/km².